# Stanley Akoy
Stanley Akoy (Purmerend, 17 november 1996) is een Nederlandse voetballer die doorgaans als middenvelder speelt. Hij speelt momenteel bij Dubai City FC.

## Clubcarrière
Akoy voetbalde in jeugd bij SV Lelystad '67. Daarna maakte hij de overstap naar Ajax (amateurs) waar hij in november 2015 debuteerde in de zaterdag Hoofdklasse. In de zomer van 2018 besloot hij voor zijn kans te gaan bij SC Cambuur. Na een jaar bij de beloften werd hij in de zomer van 2019 bij het eerste elftal gehaald. Op 9 augustus 2019 maakte hij zijn debuut in het betaald voetbal, in de wedstrijd tegen BV De Graafschap.  Medio 2021 werd het contract van Akoy niet verlengd. In totaal speelde Akoy 21 wedstrijden voor de Friezen, waarin hij twee keer scoorde.
Na een jaar clubloos te zijn geweest sloot Akoy in januari 2022 aan bij Telstar. Hij speelde hier slechts tien wedstrijden; in de zomer vertrok hij naar Cyprus, naar Olympias Lympion op het tweede niveau. Vanaf 2024 speelt Akoy in de Verenigde Arabische Emiraten.